# Дубравское водохранилище
Дубравское водохранилище (хорв. Dubravsko jezero) — водохранилище на севере Хорватии на реке Драва. Второй по величине водоём страны после Вранского озера и крупнейший искусственный водоём страны, площадью 17,1 км². В административном плане водохранилище поделено между Меджимурской и Вараждинской жупанией. Высота над уровнем моря — 138 м.
Драва втекает в Дубравское водохранилище неподалёку от города Прелог, исток перекрыт дамбой, находящейся около деревень Света-Мария и Велики-Буковец. За дамбой кроме извилистого основного русла Дравы начинается искусственный канал длиной 6 км. В окрестностях Вараждина на Драве создано три водохранилища: Орможское, Вараждинское и Дубравское, Дубравское из них самое нижнее и наиболее крупное. На всех трёх водохранилищах созданы ГЭС, обслуживаемые государственной компанией Hrvatska elektroprivreda. На Дубравском водохранилище работает Дубравская ГЭС, основное строительство завершено в 1989 году, в 1991 году введены два дополнительных блока. Средняя ежегодная выработка электростанции — 340 ГВ/ч, в 2009 г — 436,6 ГВ/ч
Водохранилище имеет овальную форму, вытянуто с запада на восток. В северо-западной части на берегу находится город Прелог. Своё имя Дубравское водохранилище получило по посёлку Донья-Дубрава, который находится в 6 км ниже по течению от водохранилища, в месте где канал и основное русло реки вновь сливаются.